# Кучилат
Кучилат (мкд. Кучилат) је насеље у Северној Македонији, у источном делу државе. Кучилат је село у саставу општине Карбинци.

## Географија
Кучилат је смештен у источном делу Северне Македоније. Од најближег града, Штипа, насеље је удаљено 22 km североисточно.
Насеље Кучилат се налази у историјској области Јуруклук, која представља западни, брдски део планине Плачковице, чији се највиши део уздиже ка североистоку. Надморска висина насеља је приближно 580 метара.
Месна клима је умерено континентална.

## Становништво
Кучилат је према последњем попису из 2002. године био без становника.
Већинско становништво били су Турци.
Претежна вероисповест месног становништва био је ислам.